# شین کلایورت
شین کلایورت (انگلیسی: Shane Kluivert؛ زادهٔ ۲۴ سپتامبر ۲۰۰۷) بازیکن فوتبال اهل پادشاهی هلند است.
وی همچنین در تیم‌های ملی فوتبال زیر ۱۷ سال هلند و زیر ۱۷ سال هلند بازی کرده است.

## زندگی شخصی
او در خانواده‌ای کاملا فوتبالی رشد نموده‌است. پدربزرگ او کنت کلایورت و پدرش پاتریک کلایورت، ستاره سابق تیم ملی فوتبال هلند و باشگاه فوتبال بارسلونا است. برادرانش، جاستین کلایورت و روبن کلایورت نیز بازیکن فوتبال هستند.